# Військо компутове
Ві́йсько компуто́ве (пол. wojsko komputowe, від «компут») — наймане військо Речі Посполитої. Постало 1652 року на основі об'єднання військ постійного кварцяного і суплементового, яке скликали в разі загрози ворожого нападу. Складалось з аутораментів народового та іноземного.
Через ворожу загрозу шляхта, міста декотрих воєводств, що найбільше піддавались ворожим нападам, несли більші витрати на утримання військ, ніж решта шляхти Речі Посполитої, що створювало напруження в державі, впливало на обороноздатність. Після битви під Батогом, де загинула більшість офіцерів кварцяного і суплементового військ, сейм 1652 року ухвалив рішення про створення нового єдиного війська. Згідно з визначеними сеймом коштами на утримання війська вираховували кількість «порцій» піхоти і «коней» кавалерії, що дало назву війську. Гетьмани на основі цього надавали полковникам патенти на вербування війська на основі систем товариської чи вільного бубна, яке в час миру становило 12 тисяч вояків для Корони і 6 тисяч для Литви. В час війни ця кількість могла зростати до 24-40 тисяч у Короні та 8-22 тисяч для Литви.
Крім найманих, існували рекрутські підрозділи, до яких набирали від визначеної кількості осель, земель, населення — піхота вибранецька, ланова (1653—1673), яку доповнили піхотою димовою. Також у війську існували підрозділи реєстрових козаків (до 1699 року), могло скликатись посполите рушення шляхти, підрозділи окремих земель, воєводств. Крім королівської гвардії існували війська ординацькі, приватні магнатів. Наймали загони для оборони і міста.
Під тиском Московського царства Німий сейм 1717 року встановив постійну чисельність компутового війська на час миру і війни у 18 тисяч для Корони і 6,2 тисячі для Литви (ВКЛ). Прийнята 3 травня 1791 року Конституція встановлювала чисельність війська у 100 тисяч вояків. Компутове військо існувало до поділу Речі Посполитої.